# Kvindeudstillingen på Charlottenborg
Kvindeudstillingen XX på Charlottenborg 1975 var en kunstudstilling hvor 42 kvindelige, danske kunstnere udstillede på sammen med 50 inviterede internationale kvindelige kunstnere.
Internationale navne som Marina Abramovic, Carolee Scheemann og Inge Mahn, og danske kunstnere såsom Kirsten Justesen, Susanne Ussing, Jytte Rex, Ursula Reuter Christiansen og Lene Adler Petersen var med til at udstille. For både de deltagende kunstnere og den danske kunstscene generelt var Kvindeudstillingen XX en helt særlig begivenhed.